# Le Pin-en-Mauges
Le Pin-en-Mauges è un comune francese soppresso e frazione del dipartimento del Maine e Loira nella regione dei Paesi della Loira. Dal 15 dicembre 2015 si è fuso con i comuni di Beaupréau, Andrezé, La Chapelle-du-Genêt, Gesté, Jallais, La Jubaudière, La Poitevinière, Saint-Philbert-en-Mauges e Villedieu-la-Blouère per formare il nuovo comune di Beaupréau-en-Mauges.
Il nuovo comune ha sostituito la preesistente comunità di comuni di Centre-Mauges creata nel 1994.

## Società

### Evoluzione demografica
Abitanti censiti